# Endothamna marmarocyma
Endothamna marmarocyma är en fjärilsart som beskrevs av Edward Meyrick 1922. Endothamna marmarocyma ingår i släktet Endothamna och familjen Copromorphidae. Inga underarter finns listade i Catalogue of Life.